# Streblosoma oligobranchiatum
Streblosoma oligobranchiatum är en ringmaskart som beskrevs av Penido J.C. Nogueira och Ayrton Amaral 200. Streblosoma oligobranchiatum ingår i släktet Streblosoma och familjen Terebellidae. Inga underarter finns listade i Catalogue of Life.